# ランチア IZM
ランチア IZM（Lancia IZMまたはLancia 1 ZM、Autoblinda Mitragliatrice Lancia Ansaldo IZM）は、第一次世界大戦中にイタリアで開発された 4輪装甲車である。第一次世界大戦末期、オーストリア＝ハンガリー帝国軍との戦闘に使われたほか、後にはスペイン内戦でも使われ、一部は第二次世界大戦に入っても使用されていた。

## 開発と生産
ランチア IZ トラックをベースに開発されたランチア IZMは、当時としては先進的なデザインを持った装甲車であった。回転砲塔に2挺、車体後部に1丁の機銃を備え、後期の型はさらに砲塔上部にも機銃を装着、当時としては強力な火力を備えていた。
第一次大戦中の戦訓により、車体前上部には、ワイヤー切断用のレールが装着された。ランチア社により、1918年中に約120両が生産された。

## 戦歴
第一次世界大戦中、ランチア IZM は、イタリアの戦域の地形上の問題から広くは使われなかったが、小数が北部山岳地でのオーストリア＝ハンガリー軍との戦闘に投入された。
第一次世界大戦後、多数が北アフリカに送られ、警備任務に就いた。またアルバニアに送られたIZMは、後多年に渡って、同国唯一の装甲戦力となった。一部のランチア IZM は、スペイン内戦時、イタリアの派遣軍によって使用されたが、この時期にはすでに旧式化が目立ち、満足な活動はできなかった。
第二次世界大戦中後半になっても、ドイツ国防軍に接収された車輌がユーゴスラビアでの警備任務等に使用されていた。

## 使用国
イタリア王国
 アルバニア
 ドイツ国

## 参考資料
- Trewhitt, Philip, Armored Fighting Vehicles. New York, NY: Amber Books, 1999, p.151. ISBN 0-7607-1260-3.
- Pignato, Nicola, AUTOBLINDOMITRAGLIATRICE ANSALDO (LANCIA 1 ZM, 1917), BELLONA military vihicle prints series 33, 1974